# Zire
La serie Zire es una gama de agendas electrónicas (PDA) de la empresa Palm, Inc.. 
Se concibieron como un nivel de entrada para quienes requerían de las prestaciones básicas de los primeros modelos o precisaban de un equipo económico, aunque al abaratarse las tecnologías acabaron incorporando la reproducción de MP3 o la cámara digital, pero siempre por debajo del nivel de los equipos más avanzados

## Modelos

### Palm Zire & Palm Zire 21

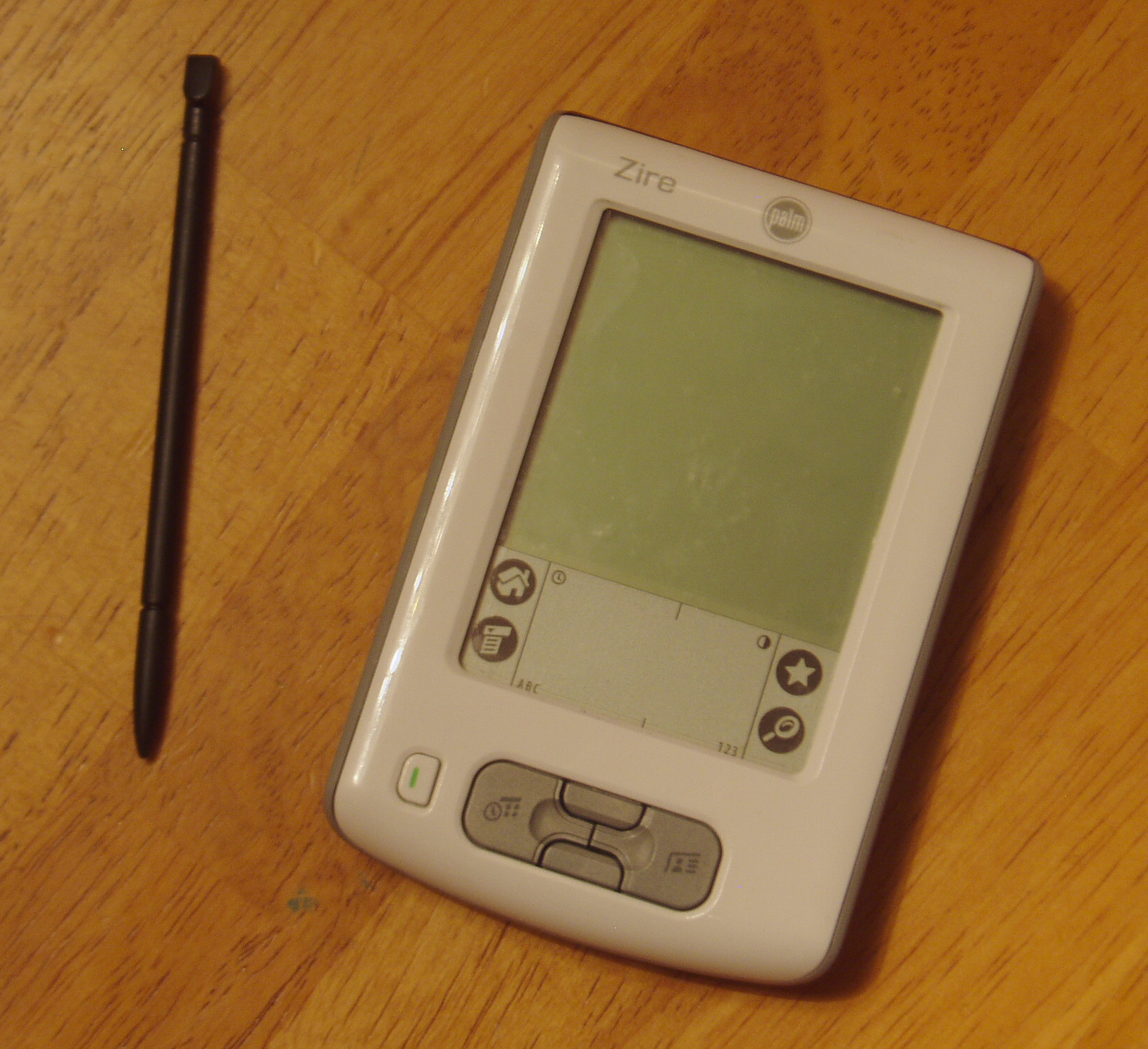
Palm Zire.

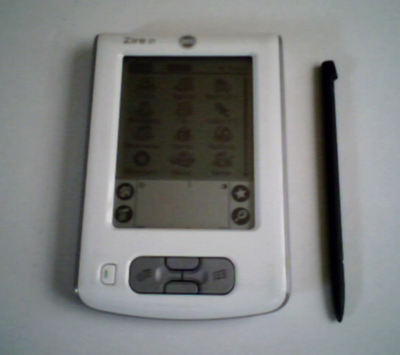
PalmOne Zire 21 con lápiz óptico.

La Palm Zire y la Palm Zire 21 son económicas y diferentes del resto de la línea de Palm por tener pantallas monocromas sin iluminación de fondo, sólo dos botones de acceso rápido en vez de cuatro, y un botón tradicional de navegación de arriba/abajo en vez de un navegador de 5 vías. No obstante ambos modelos iniciales son livianos (108 g / 3.8 onzas), luciendo un frente blanco con un plástico gris mate en la parte de atrás.
La Zire, lanzada en el último trimestre de 2002 (también conocida como m150), fue la primera de la serie. Tenía sólo 2 MB de memoria RAM, una CPU Motorola Dragonball a 33 MHz, y sistema operativo Palm OS 4.1.x. En lugar de caja se distribuía en un blíster plástico. Fue sustituida por la Zire 21 en el cuarto trimestre de 2003.
La Zire 21, lanzada a la vez que la Tungsten T3 y la Tungsten E, venía con un paquete PIM mejorado (conocido como la Palm PIM Plus), una CPU TI OMAP311 compatible ARM a 126 MHz, 8 MB de RAM, y sistema operativo Palm OS 5.2.1.
Tanto la Zire como la Zire 21 carecen de una ranura de tarjetas SD/SDIO/MMC, una característica rechazada por los aficionados de las PDAs clásicas. En agosto de 2005, ambas fueron descatalogadas y sustituidas por la Zire 31, que fue la primera en incorporar color al nivel de entrada (la Z22 es su equivalente actual, a un precio de USD 99,99 por unidad).

### Palm Z22
La Palm Z22 es una sucesora de la Zire 21, pero no se lanzó bajo el nombre de Zire. Fue lanzada el 12 de octubre de 2005, a un precio de 99 dólares. Tiene una pantalla en color de 160x160 píxeles, 32 MB de memoria RAM (20 MB disponibles para el usuario) contra 8 MB de la Zire 21, procesador Samsung de 200MHz, y un sistema operativo Palm OS Garnet 5.4. Su peso es de 96 g (3,4 onzas). Fue la primera PDA en color con un precio por debajo de los USD 100.
En la caja se incluye el cable de sincronización para puerto USB, cargador directo desde un enchufe, Palm Desktop software para Mac y PC, y un protector de pantalla.

### Palm Zire 31

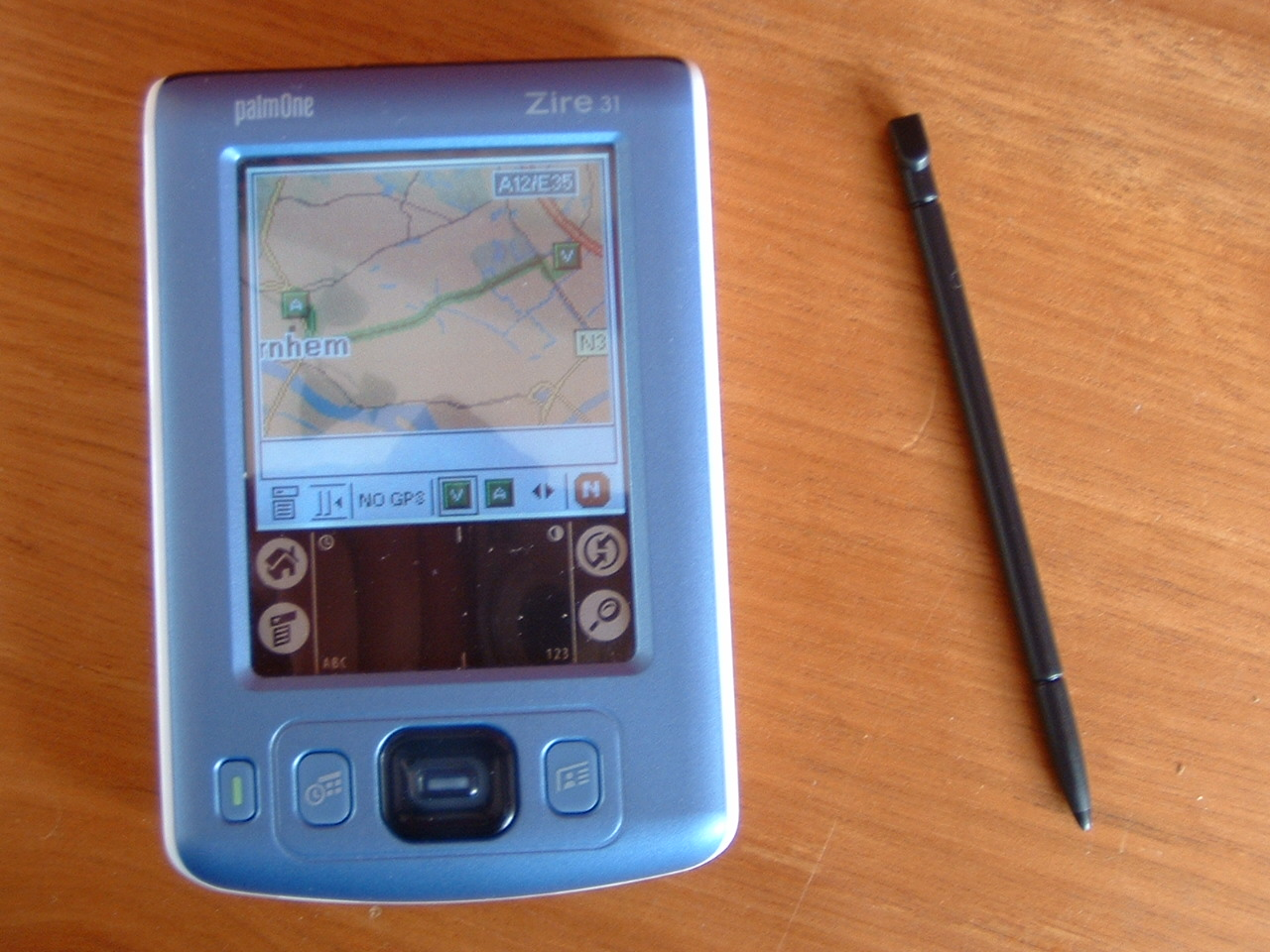
PalmOne Zire 31 con lápiz óptico.

La Palm Zire 31 es una versión actualizada de la Palm Zire 21. Mientras que la pantalla es aún de 160x160, es ahora en color, tiene el doble de memoria RAM de la Zire 21 (16 MB, 13.8 MB disponibles), un procesador Intel PXA255 de 200 MHz con tecnología Intel XScale, tarjeta de expansión SD/MMC/SDIO, Palm OS 5.2.8, capacidad de audio/MP3 mediante Palm's Media Application y RealPlayer, minijack estéreo de 3,5 mm, y un navegador de 5 vías. Sin embargo, la Zire 31 aún tiene sólo dos botones de acceso rápido, debido a lo cual es rechazada por los aficionados de las portátiles. Ha sido sustituida por la Z22, a la que le faltan el slot SD/MMC/SDIO y la capacidad de reproducir MP3.

### Palm Zire 71
La Palm Zire 71 fue el primer intento de PalmOne en construir una PDA con cámara digital. Fue lanzada el 23 de abril de 2003. Al momento del lanzamiento la Zire 71 era el modelo más avanzado de la línea Zire, equipada con un procesador TI OMAP310 a 144 MHz, 16 MB de RAM (13 MB disponibles), pantalla TFT en color de 16 bits de 320x320 píxeles, Palm OS 5.2.1, y una cámara de calidad VGA (300K píxeles con soporte 640x480). La pequeña memoria era una severa limitación en el número de fotos que podían ser guardadas. También traía un pequeño Joystick para navegación rápida. La capacidad de reproducir audio era posible con la inclusión de una ranura Secure Digital, e incluía RealPlayer para Palm. Para paliar la lentitud en la transferencia de archivos al dispositivo, Palm ofrecía un kit de reproducción MP3 incluyendo lectora de tarjetas. Su precio inicial fue USD 299, para pasar a USD 249, poco antes de ser reemplazada por la Palm Zire 72. La Zire 71, a diferencia de otros modelos, incluía una cubierta protectora para la cámara y un "conector universal" PalmOne.
La Zire 71 sólo traía de serie como comunicaciones inalámbricas el puerto infrarrojo. Aunque como a la Z72 se le podía añadir Wi-fi mediante la ranura SD, pero solo una tarjeta SD Wi-Fi (por ejemplo, la SanDisk modelo SDWSDB-000-A10M) o también mediante un estuche especial, como el Enfora Wireless LAN Portfolio.
La prensa especializada alabó la calidad de su LCD y la comparativamente buena calidad de la cámara frente a otras cámaras VGA de entonces.
Una crítica hecha por el consumidor en general fueron los problemas con la sensibilidad del joystick del aparato, que en tendía a encender la PDA dentro de los bolsillos, maletas y otros contenedores, gastando la batería innecesariamente. Si bien el problema de diseño fue una constante durante la vida de este modelo aparecieron algunas utilidades recomendadas para la Palm Zire 71 referente al "problema de encendido en los bolsillos", como:
- PocketProtector de Geakware
- Power de Whizoo
- OffAlready de Toysoft inc

Alternativamente, una solución más simple para disminuir la frecuencia de esto era insertar la PDA en su funda por la zona superior (pues el joystcik está situado en la inferior).

### Palm Zire 72
La Palm Zire 72 es una mejora drástica de la Palm Zire 71 a menos de dos años de haberse lanzado. Además de una versión más avanzada del Palm OS, incluye nuevas características como Bluetooth, grabación de voz y captura de video con sonido. El joystick de la versión anterior desapareció (con lo que Palm solucionó el "problema de encendido en los bolsillos")  siendo reemplazado por 5 botones de navegación, un conjunto plano similar al de los modelos Tungsten, y la cámara fue mejorada de 0.3 a 1.2 megapixeles. La Zire 72 tiene 32 MB de memoria RAM portátil (25 MB disponibles) en vez de 16 MB, un procesador Intel PXA270 a 312 MHz en lugar del Texas Instruments OMAP (más del doble de velocidad), y una increíble reducción del peso (136 g, frente a los 152 g de la obsoleta Zire 71). La Zire 72 estaba disponible en dos modelos cuya única diferencia era estética, en el color de presentación: La Zire 72 estándar tenía un frontal azul con un respaldo plateado y la Zire 72 Special Edition era toda plateada y tenía la apariencia de un modelo más profesional.
La Zire 72, aunque supera ampliamente en prestacioens a la Zire 71, también ha recibido algunas críticas con el tiempo. Algunos usuarios han expresado problemas con la cámara, pues tiene dificultades para trabajar en condiciones de baja iluminación, los píxeles rotos en la pantalla (las cajas desarrolladas por terceros incluyen un protector de la lente.). La calidad de la pantalla, aunque suficiente, no es tan brillante como la de la Palm Zire 71. Varios usuarios reclamaron que la pintura azul acababa desprendiéndose después de un uso moderado, lo que motivo el lanzamiento del modelo desprovisto de pintura, la Zire 72 Special Edition.

## Comparativa
| Nombre                                  | Zire                    | Zire 21                 | Z22                                  | Zire 31                              | Zire 71                                                                    | Zire 72 |  |
| --------------------------------------- | ----------------------- | ----------------------- | ------------------------------------ | ------------------------------------ | -------------------------------------------------------------------------- | --- |  |
| Peso                                    | 109 g (3,8 onzas)       | 109 g (3,8 onzas)       | 96 g (3,4 oz)                        | 116 g (4,1 oz)                       | 150 g (5,3 oz)                                                             | 136 g (4,8 oz) |  |
| Tamaño de la RAM: total/disponible      | 2/1,8 MB                | 8/7,2 MB                | 32/24,6 MB                           | 16/13,8 MB                           | 16/13 Mb                                                                   | 32/25 MB |  |
| Ranura de expansión                     | No                      | No                      | No                                   | Sí                                   | Sí                                                                         | Sí |  |
| Pantalla                                | LCD, 16 niveles de gris | LCD, 16 niveles de gris | STN de matriz pasiva, color, 12 bits | STN de matriz pasiva, color, 12 bits | TFT de matriz activa, color, 16 bits                                       | TFT de matriz activa, color, 16 bits |  |
| Resolución                              | 160*160                 | 160*160                 | 160*160                              | 160*160                              | 320*320                                                                    | 320*320 |  |
| Procesador                              | Motorola Dragonball EZ  | TI OMAP311]]            | Samsung                              | Intel XScale PXA255 (ARM v.5TE)      | TI OMAP311                                                                 | Intel PXA270 |  |
| Frecuencia de Reloj                     | 16 MHz                  | 126 MHz                 | 200 MHz                              | 200 MHz                              | 144 MHz                                                                    | 320 MHz |  |
| Versión de Palm OS                      | 4.1                     | 5.2.1                   | Garnet 5.4                           | 5.2.8                                | 5.2.1                                                                      | 5.2.8 |  |
| Audio                                   | No                      | Altavoz                 | Altavoz                              | Auriculares + altavoz                | Altavoz                                                                    | Jack para auriculares + Altavoz + Micrófono para grabación de audio                                                                                 |  |
| Capacidad Multimedia                    | No                      | No                      | No                                   | reproductor MP3                      | reproductor de MP3 y video                                                 | reproductor de MP3 y video |  |
| Prestaciones y dispositivos adicionales | No                      | No                      | No                                   | No                                   | Cámara (640*480, 0.3 Megapixel, cubierta, foto), joystick de 5 direcciones | Cámara (1280*960, 1.2 megapíxel, descubierta, foto y video), micrófono y capacidad de grabar voz, Bluetooth, botones de navegación de 5 direcciones |  |
| Cuna                                    | No                      | No                      | No                                   | No                                   | Sí                                                                         | Sí (no incluida) Puerto mini-USB y cable para comunicación                                                                                          |  |

## Enlaces
- Revisión de Palm Z22

- Especificaciones completas por CNet para la Zire 71
- Sitio Web de PalmOne, inc.
- Soporte para dispositivos Palm
- Comparativa de dispositivos Palm

- Datos: Q8072757